# PRIDE.23
PRIDE.23（プライド・トゥウェンティスリー）は、日本の総合格闘技イベント「PRIDE」の大会の一つ。2002年（平成14年）11月24日、東京都文京区の東京ドームで開催された。海外PPVでの大会名は「PRIDE 23: Championship Chaos 2」。

## 大会概要
高田延彦の引退試合はUWF時代から因縁のあった田村潔司との師弟対決となった。2R田村の右フックにより失神KO負け。試合後、田村は高田からの言葉を受け号泣した。
今大会が総合格闘技デビュー戦となった吉田秀彦は、ドン・フライに見込み一本勝ちを収め、白星デビューを飾った。
キャリア8戦全勝の横井宏考がPRIDEデビュー。

## 試合結果
第1試合 PRIDEルール 1R10分、2・3R5分
○  横井宏考 vs.  ジェレル・ヴェネチアン ×
2R 3:29 腕ひしぎ十字固め
第2試合 PRIDEルール 1R10分、2・3R5分
○  ケビン・ランデルマン vs.  山本喧一 ×
3R 1:16 TKO（レフェリーストップ：グラウンドの膝蹴り）
第3試合 PRIDEルール 1R10分、2・3R5分
○  ヒカルド・アローナ vs.  ムリーロ・ニンジャ ×
3R終了 判定3-0
第4試合 ヘビー級王座次期挑戦者決定戦 1R10分、2・3R5分
○  エメリヤーエンコ・ヒョードル vs.  ヒース・ヒーリング ×
1R終了時 TKO（ドクターストップ：左目眼窩低骨折の疑い）
※ヒョードルが挑戦権獲得に成功。
第5試合 PRIDEルール 1R10分、2・3R5分
○  アントニオ・ホドリゴ・ノゲイラ vs.  セーム・シュルト ×
1R 6:36 三角絞め
第6試合 PRIDEミドル級タイトルマッチ 1R10分、2・3R5分
○  ヴァンダレイ・シウバ vs.  金原弘光 ×
1R 3:31 TKO（タオル投入：踏みつけ）
※シウバが王座の2度目の防衛に成功。
第7試合 PRIDEルール 1R10分、2・3R5分
○  吉田秀彦 vs.  ドン・フライ ×
1R 5:32 TKO（レフェリーストップ：腕ひしぎ十字固め）
第8試合 PRIDEルール 1R10分、2・3R5分
○  田村潔司 vs.  高田延彦 ×
2R 1:00 KO（右フック）
第9試合 PRIDEルール 1R10分、2・3R5分
○  桜庭和志 vs.  ジル・アーセン ×
3R 2:08 腕ひしぎ十字固め